# Klæbefrø-familien
Klæbefrøfamilien (Pittosporaceae) er en lille familie med nogle få, tropiske eller subtropiske arter. Det er træer eller slyngende lianer, der indeholder proanthocyaner. Bladene er hele med hel rand og fjerformede strenge. Frugterne er kapsler eller bær.
| Slægter |

- Bentleya
- Billardiera
- Bursaria
- Cheiranthera
- Citriobatus
- Hymenosporum
- Marianthusa
- Klæbefrø (Pittosporum)
- Pronaya
- Sollya